# You Know You're Right
"You Know You're Right" é uma canção da banda estadunidense Nirvana, composta pelo guitarrista e vocalista Kurt Cobain. É a primeira canção da coletânea autointitulada do grupo e a última gravada antes da morte de Kurt Cobain em abril de 1994.

## Posição nas paradas musicais
| Parada (2002)                                       | Melhor posição |
| --------------------------------------------------- | -------------- |
| Reino Unido (ChartsPlus Airplay Top 100)            | 85             |
| Estados Unidos (Billboard Hot 100)                  | 45             |
| Estados Unidos (Billboard Mainstream Rock)          | 1              |
| Estados Unidos (Billboard Alternative Airplay)      | 1              |
| Estados Unidos (Billboard Active rock)              | 1              |
| Estados Unidos (Billboard Heritage rock)            | 4              |
| Estados Unidos (Radio & Records Rock Top 30)        | 2              |
| Estados Unidos (Radio & Records Active rock Top 50) | 2              |
| Estados Unidos (Radio & Records Alternative Top 50) | 1              |

| Parada (2002)                                | Melhor posição |
| -------------------------------------------- | -------------- |
| Estados Unidos (Billboard Active rock)       | 42             |
| Estados Unidos (Billboard Alternative)       | 47             |
| Estados Unidos (Radio & Records Rock Top 30) | 53             |
| Estados Unidos (Radio & Records Active rock) | 50             |
| Estados Unidos (Radio & Records Alternative) | 57             |

| Parada (2003)                                | Melhor posição |
| -------------------------------------------- | -------------- |
| Estados Unidos (Billboard Active rock)       | 36             |
| Estados Unidos (Billboard Alternative)       | 26             |
| Estados Unidos (Billboard Heritage rock)     | 32             |
| Estados Unidos (Radio & Records Rock Top 30) | 35             |
| Estados Unidos (Radio & Records Active rock) | 40             |
| Estados Unidos (Radio & Records Alternative) | 21             |